# Chassagne-Montrachet
Chassagne-Montrachet is een gemeente in het Franse departement Côte-d'Or (regio Bourgogne-Franche-Comté) en telt 472 inwoners (1999). De plaats maakt deel uit van het arrondissement Beaune. Het dorp is vooral bekend door de uitstekende wijngaarden, waarvan de beroemdste de grand cru Le Montrachet is. Hier[dode link] kan daarvan een kaart worden bekeken.

## Geografie
De oppervlakte van Chassagne-Montrachet bedraagt 6,5 km², de bevolkingsdichtheid is 72,6 inwoners per km².
De onderstaande kaart toont de ligging van Chassagne-Montrachet met de belangrijkste infrastructuur en aangrenzende gemeenten.

## Demografie
Onderstaande figuur toont het verloop van het inwonertal (bron: INSEE-tellingen).